# Brahmaea europaea
Brahmaea europaea is een vlinder uit de familie herfstspinners (Brahmaeidae). Voorheen werd deze soort in het geslacht Acanthobrahmaea geplaatst, maar dit wordt tegenwoordig als ondergeslacht beschouwd. De spanwijdte bedraagt tussen de 65 en 80 millimeter.
De vlinder komt alleen voor in Zuid-Italië. Het leefgebied bestaat uit loofbossen in berggebied op een hoogte van 250 tot 850 meter. Brahmaea europaea is actief tijdens de schemering en 's nachts.
Tijdens de vroege vliegtijd, maart en april, vliegen de vlinders zelfs bij temperaturen tegen het vriespunt. De eitjes, die al snel worden gelegd, komen eind maart en april uit. De rupsen doen zich in korte tijd te goed aan de waardplanten uit de geslachten Ligustrum en Fraxinus om in juni te verpoppen. Na te hebben overwinterd als pop wordt in maart weer voor een nieuwe generatie gezorgd.